# Stefano Sanders
Stefano Sanders, voorheen Stefano Oliviero, is een personage uit de Nederlandse soapserie Goede tijden, slechte tijden, gespeeld door Bas Muijs. Stefano verscheen voor het eerst in de serie op 13 mei 1999 (het einde van seizoen 9). Hierna had hij tot en met 2005 een vaste rol in de serie. Daarna keerde hij nog incidenteel terug. Ondertussen heeft Stefano al vier keer een korte tijdelijke comeback gemaakt. Sinds 29 juni 2022 behoort Muijs weer tot de vaste cast.

## Verhaallijnen
Stefano heeft zich sinds zijn vroegste jeugd aangesloten bij de Italiaanse maffia. Hij is na een bomaanslag in zijn vroege jeugd geadopteerd door het echtpaar Oliviero, dat nauwe banden met deze organisatie heeft. Stefano verkeerde lange tijd in de veronderstelling dat zijn moeder Sophia omgekomen was bij de bomaanslag en dat zijn vermeende vader Ludo hem in de steek had gelaten.
Als Stefano aan het einde van seizoen 9 Ludo's dochter Nina ontvoert, komt hij in contact met Ludo. Op een bedrijventerrein spreken Stefano en Ludo af om Nina terug te geven in ruil voor losgeld. Door een actie van Janine Elschot belandt Stefano gewond in het water en Janine en Nina worden op hun beurt ontvoerd door de maffia. Ludo redt Stefano en brengt hem naar zijn huis. Ludo krijgt per telefoon te horen wat hij moet doen om Janine en Nina vrij te krijgen. Als Stefano bijkomt, wil hij niet naar het ziekenhuis. Ludo zorgt dat Roos Alberts naar Stefano's hoofdwond kijkt. Janine en Nina verblijven nog steeds als gijzelaars bij de familie Oliviero.
Ludo laat het er niet bij zitten en reist af naar Italië. Tijdens een schietpartij raakt Ludo gewond aan zijn benen als hij onder een zwaar vat terechtkomt. Hij krijgt van de artsen te horen dat hij mogelijk verlamd zal blijven. Stefano besluit nu definitief voor de familie Sanders te kiezen en zegt de Oliviero's vaarwel. Met name voor zijn aangenomen broer Lucchino komt dit hard aan.
In het begin verloopt de relatie tussen Stefano en zijn vader uiterst stroef, maar met hulp van Janine komen ze steeds dichter tot elkaar. Ze zijn allebei geïnteresseerd in de kunstwereld en delen dit met elkaar. Als Stefano een relatie begint met Bowien Galema heeft Ludo hier veel moeite mee, omdat dit dezelfde vrouw is die hem eerder veel moeilijkheden heeft bezorgd. Als Stefano Bowien in het bijzijn van Ludo ten huwelijk vraagt, is voor Ludo de maat vol. Hij probeert Bowien er op allerlei manieren toe over te halen niet te trouwen. Als al Ludo's plannen mislukken en Stefano en Bowien uiteindelijk toch tot elkaar komen, reist hij de twee achterna op hun huwelijksreis naar Finland. Hier maakt Ludo aan het einde van seizoen 10 onbedoeld een einde aan Bowiens leven. Bowien heeft voor haar dood nog aan Ludo verteld dat Janine niet zwanger is van hemzelf, maar van Stefano.
De inmiddels van Ludo gescheiden Janine bevalt aan het begin van seizoen 11 in het huis van Jef Alberts en Barbara Fischer van een zoon, Lucas. Om de voogdij veilig te stellen besluiten Janine en Stefano met elkaar te trouwen. Als Stefano later van Janine hoort hoe Bowien om het leven is gekomen, wil hij Ludo eerst uit wraak doodschieten, maar dit wordt door Janine verhinderd. Vervolgens proberen Stefano en Janine Ludo met dopamine te vergiftigen. Later krijgen ze hem financieel zowat aan de grond en proberen ze er met Nina en Lucas vandoor te gaan. Ludo weet weer op te krabbelen en zorgt ervoor dat Stefano op zijn beurt zonder geld op straat komt te staan. Stefano vindt hierna werk en onderdak bij snackbar Smuldorado, waar hij een relatie krijgt met Daantje Mus. Zij verlaat Stefano later weer voor Benjamin Borges.
Het blijkt dat Stefano's moeder Sophia nog leeft. Zij onthult dat Stefano niet de zoon is van Ludo, maar van Maximiliaan, die haar heeft verkracht. Voordat Stefano zijn moeder goed kan leren kennen, pleegt ze zelfmoord.
Stefano gaat hierna een relatief rustige tijd tegemoet, totdat hij Yasmin Fuentes ontmoet. Deze vrouw weet hem te verleiden, en hoewel ze op dat moment geen van beiden zitten te wachten op een relatie, krijgen ze er toch een. Hoewel Yasmin een vurig type is, weet Stefano haar te temmen en hun relatie wordt steeds serieuzer. Na een tijdje vraagt niet Stefano, maar Yasmin hém ten huwelijk, waarop hij ja zegt. De twee trouwen in een kleine vrienden- en familiekring. Niet veel later breekt er echter een grote brand uit in Scala, waar op dat moment veel mensen aanwezig zijn. Yasmin raakt zwaargewond en zal voortaan met haar zware brandwonden moeten leven. Yasmin raakt hierdoor depressief, voelt zich lelijk en durft nog amper naar buiten te gaan. Met de hulp van Stefano weet ze hier overheen te komen, en ze wordt  model om sieraden te tonen.
Het lijkt een tijd goed te gaan tussen hen, tot Yasmin aan Stefano bekent dat ze altijd heeft geweten wie er achter Stefano's zusje Nina's ontvoering zat. Nina zat ten tijde van de brand in Scala in de kelder opgesloten, waar ze weken eerder was opgesloten door Isabella Kortenaer, Yasmins beste vriendin. Isabella wilde wraak nemen op Ludo, Nina's vader. Wanneer Stefano dit hoort, wil hij niets meer met Yasmin te maken hebben. Hij vraagt scheiding aan, maar daar komt het nooit van. Wanneer Stefano's ruzie met Nick uit de hand loopt, raakt de auto waar Stefano en Yasmin in zitten te water. Ambulancebroeders doen hun best, maar kunnen niet voorkomen dat Yasmin overlijdt. Stefano geeft zichzelf de schuld van Yasmins dood. Na enkele weken besluit hij te vertrekken uit Meerdijk, en naar New York te gaan. Niet veel later volgt zijn zoon Lucas hem ook.
Stefano wordt nog vaak genoemd in gesprekken tussen Nina en haar familie, en Nina is in 2008 een paar dagen naar New York gegaan, waar ze bij Stefano en Lucas verbleef.
Op 29 januari 2009 keerde Stefano even naar Meerdijk terug, ditmaal om zijn beste vriend Rik bij te staan, wiens vrouw Anita op sterven ligt. In deze weken leert Stefano zijn halfzus Maxime ook kennen.
In januari 2014 keerde Stefano nogmaals voor korte tijd terug in Meerdijk, nu in verband met de bruiloft van zijn zoon Lucas.
Zes jaar later keerde Stefano opnieuw terug, dit keer voor Lucas en zijn "vrouw" Tiffy Koster. Stefano vond het eerst geen goed idee dat zijn zoon met Tiffy verbonden zou zijn, maar gaf later toch zijn zege. Op de dag zelf betrapte Lucas zijn vader zoenend met diens schoondochter.
Een aantal maanden later keert Stefano terug. Dit in verband met de herdenking van zijn halfbroer Ludo Sanders, die al weken vermist wordt.
Twee jaar later maakt Stefano opnieuw z'n rentree. Deze keer vanwege het huwelijk van Nina Sanders en Bing Mauricius. Ook wil hij in het veilinghuis komen werken, maar Daan Stern zit dat niet zitten. Toch komen ze er samen uit.
Bas Muijs:
- Contract: 13 mei 1999 - 16 september 2005
- Gastrol: 29 januari 2009 - 6 februari 2009
- Gastrol: 17 januari 2014 - 21 februari 2014
- Gastrol: 19 maart 2020 - 8 april 2020
- Gastrol: 23 november 2020 - 2 december 2020
- Contract: 29 juni 2022 -

## Familiebetrekkingen
- Maximiliaan Sanders (vader, overleden) (2002-heden)
- Sophia Eijsink (moeder, overleden) (1977-heden)
- Ludo Sanders (Vader) (1977-2002), (Halfbroer) (2002-heden)
- Maxime Sanders (halfzus, overleden) (2008-heden)
- Marcus Sanders (halfbroer) (2001-heden)
- Nick Sanders (halfbroer via moeder/neefje via vader) (2003-heden)
- Nina Sanders (nichtje) (1999-heden)
- Vincent Muller (neefje) (2013-heden)
- Amy Kortenaer (nichtje) (2003-heden)
- Lucas Sanders (zoon, met Janine Elschot) (2000-heden)
- Kimberly Sanders (nichtje) (2002-heden)
- Valentijn Sanders (achterneef) (2006-heden)
- Nola Sanders (achternichtje) (2013-heden)
- Max Mauricius (achterneefje) (2018-heden)
- Wolf Sanders (kleinzoon) (2019-heden)

## Relaties
- Roos Alberts (relatie, 1999)
- Janine Elschot (one-night-stand, 1999)
- Bowien Galema (relatie/huwelijk, 1999–2000)
- Charlie Fischer (one-night-stand, 2000)
- Janine Elschot (schijnhuwelijk 2000–2001)
- Daantje Mus (relatie, 2001)
- Roxy Belinfante (relatie/verloofd, 2002)
- Yasmin Fuentes (relatie, 2002–2004)
- Yasmin Fuentes (relatie/huwelijk, 2004-2005)
- Lorena Gonzalez (relatie, 2014)
- Tiffy Koster (zoen, 2020)
- Merel Verduyn (relatie, 2023-2024)
- Amber "Rosie" de Wilde (relatie, 2024-2025)